# Mohamed Tayeb Ghimouz
Mohamed Tayeb Ghimouz est un footballeur algérien né le 26 janvier 1974 à El Hadjar dans la wilaya d'Annaba. Il évoluait au poste de gardien de but.

## Biographie
Mohamed Tayeb Ghimouz évolue principalement en faveur des clubs de l'USM Annaba, où il joue pendant six saisons, et du CR Belouizdad, où il évolue trois saisons.
Avec l'équipe de Belouizdad, il dispute 21 matchs en première division algérienne entre 2002 et 2005. Ses statistiques avant 2002 ne sont pas connues.